# Klaas Runia
Klaas Runia (Oudeschoot, 7 mei 1926 - Kampen, 14 oktober 2006) was een Nederlandse predikant, theoloog en journalist.

Hij behoorde tot de Gereformeerde Kerken in Nederland (tegenwoordig onderdeel van de Protestantse Kerk in Nederland) en was jarenlang hoogleraar voor dit kerkgenootschap aan de Theologische Hogeschool Kampen (Oudestraat), de latere Protestantse Theologische Universiteit vestiging Kampen.

## Levensloop
Runia kwam uit een gezin van zeven kinderen. Na het gymnasium studeerde hij vanaf de tweede helft van 1945 aan de Vrije Universiteit Amsterdam theologie en rondde deze universitaire studie reeds op 21-jarige leeftijd af. Hierna werd hij in 1949 predikant in de plaats Marknesse. In 1950 trouwde hij met de predikantsdochter Riek Feenstra, vervolgens werd hij in 1952 predikant in Dokkum. 
In 1955 promoveerde hij aan de Amsterdamse Vrije Universiteit bij professor Gerrit Cornelis Berkouwer op een proefschrift over de Zwitserse theoloog Karl Barth. Zijn dissertatie had als titel "De Theologische tijd bij Karl Barth".
In 1956 betrok hij zijn eerste hoogleraarschap: hij werd hoogleraar aan The Reformed Theological College in de Australische plaats Geelong. Dit theologisch instituut was van de Reformed Churches, een gereformeerde zusterkerk in Australië. Hij gaf daar les in de systematische theologie. Eveneens was hij in die periode afgevaardigde bij de Gereformeerde Oecumenische Synode (GOS) waarvan hij ook het voorzitterschap heeft bekleed.
 
In 1971 keerde hij terug naar Nederland om een hoogleraarschap aan de gereformeerde Theologische Hogeschool te Kampen uit te oefenen. Hij doceerde er praktische theologie en ging in 1992 met emeritaat.
Behalve het hoogleraarschap verrichtte Runia ook journalistieke activiteiten. Jarenlang verschenen er berichten van zijn hand in het Friesch Dagblad en het Centraal Weekblad. Van 1972 tot 1996 was hij als hoofdredacteur aan het laatste verbonden. Zijn bijdragen behandelden diverse christelijke onderwerpen waarin hij zich afzette tegen de zogenoemde moderne theologie.
Ook kwamen er diverse theologische boeken van hem uit waarin hij allerlei praktisch-theologische, met name ethische kwesties vanuit een orthodox-protestantse invalshoek benaderde. Zo zette hij in zijn boek "Wegen en doolwegen in de nieuwere theologie" uit 1993 uiteen dat het afwijzen van de orthodox-christelijke theologie tevens een afwijzing van wat er in de Bijbel staat geschreven zou inhouden. Diverse van zijn werken werden in andere talen vertaald.

In de loop der jaren raakte hij beïnvloed door de charismatische theologie waarin veel aandacht bestaat voor de Heilige Geest.
Klaas Runia overleed op 80-jarige leeftijd.

## Strijd tegen de vrijzinnige stroming
Na zijn terugkomst in Nederland begin jaren zeventig werd Runia in zijn gereformeerde kerkgenootschap geconfronteerd met veranderde denkbeelden. Er was een vrijzinnige en een orthodoxe stroming ontstaan ('confessionelen' genaamd); van de laatste werd hij een van de voormannen. Weliswaar wilde Runia niet meer terug naar de tijd dat zijn gereformeerde kerk afwijkingen van leer en leven in het geheel niet toestond, maar hij wenste ook geen doorslaan naar de andere kant zoals dat nu in bepaalde gevallen gebeurde. Van een afscheiding van de Gereformeerde Kerken in Nederland wilde hij echter niet weten, hij was van mening dat de confessionelen deze kerk niet moesten verlaten en vond bovendien dat er voldoende ruimte voor hen in dit kerkgenootschap was.
Runia liet de vrijzinnige tendensen in zijn gereformeerde kerk niet gelaten over zich heen gaan maar bond er de strijd mee aan en kwam in het geweer tegen allerlei vrijzinnige godgeleerden zoals Herman Wiersinga, Harry Kuitert, Cees den Heyer en Nico ter Linden. Enerzijds was hij er tevreden over dat de gereformeerde synode de vrijzinnige verzoeningsleer van Wiersinga afwees, anderzijds betreurde hij het dat deze niet werd afgezet. Ook de opvattingen van Kuitert konden op scherpe kritiek van hem rekenen alsmede die van Den Heyer. Zo drong hij eind 2000 aan op het opstappen van laatstgenoemde als professor aan de Theologische Hogeschool Kampen, omdat deze in een theologisch boek had laten weten de Bijbel niet langer als geïnspireerd door God te beschouwen.

## Werken
- De theologische tijd bij Karl Barth, 1955, proefschrift
- Het hoge Woord in de lage landen, 1985
- Waar blijft de kerk?, 1988
- Wegen en doolwegen in de nieuwere theologie, 1993
- De zondag onder druk, 1996
- Van feest tot feest steeds voort, 1999
- Op zoek naar de Geest, 2000

Voor een volledige bibliografie van zijn geschriften zie Bibliography of the Writings of Professor Klaas Runia 1926–2006, compiled, edited and introduced by David T Runia (2010).